# الکساندر اوکروف
الکساندر اوکروف (انگلیسی: Alexander Ukrow؛ زادهٔ ۷ دسامبر ۱۹۷۰) بازیکن فوتبال اهل آلمان است.
از باشگاه‌هایی که در آن بازی کرده‌است می‌توان به باشگاه فوتبال اف‌سی فرانکفورت و باشگاه فوتبال اسنابروک اشاره کرد.